# Grå kärrhök
Grå kärrhök (Circus cinereus) är en fågel i familjen hökartade rovfåglar inom ordningen hökfåglar. Den förekommer i Sydamerika från Anderna i Colombia söderut till Eldslandet. Arten är fåtalig och tros minska i antal men beståndet anses vara livskraftigt.

## Utseende
Hane grå kärrhök är en silvergrå rovfågel med tunna tvärband undertill i rostrött. Hona och ungfågel är gråbrun ovan, undersidan tvärbandad hos honan, längsstreckad hos ungfågeln. I alla dräkter syns ett vitt band på övergumpen.

## Utbredning och systematik
Fågeln har ett stort utbredningsområde från de andinska delarna av Colombia i norr ända ner till Eldslandet och Falklandsöarna i de sydligaste delarna av Sydamerika. Den behandlas som monotypisk, det vill säga att den inte delas in i några underarter. DNA-studier visar att den står närmast amerikansk kärrhök (C. hudsonicus).

## Levnadssätt
Grå kärrhök hittas i öppna miljöer, ofta nära sjöar och våtmarker. Den ses vanligen i flykten när den jagar med vingarna ställda i ett grunt V. Fåglar påträffas också sittande, på marken eller stolpar, inte i träd eller högre upp.

## Status och hot
Arten har ett stort utbredningsområde, men tros minska i antal, dock inte tillräckligt kraftigt för att den ska betraktas som hotad. Internationella naturvårdsunionen IUCN listar arten som livskraftig (LC). Världspopulationen uppskattas till mellan 12 000 och 38 000 par.

## Bilder

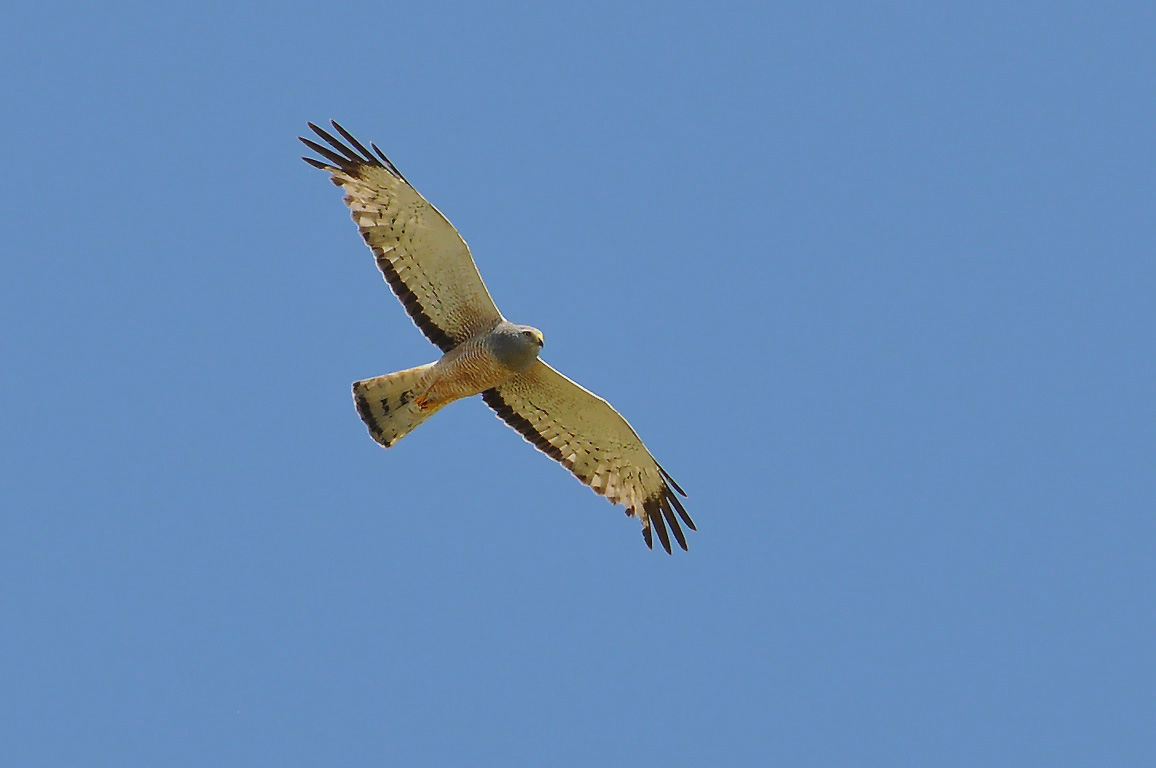
Hanfågel fotograferad i Capão do Leão, Rio Grande do Sul, Brasilien.
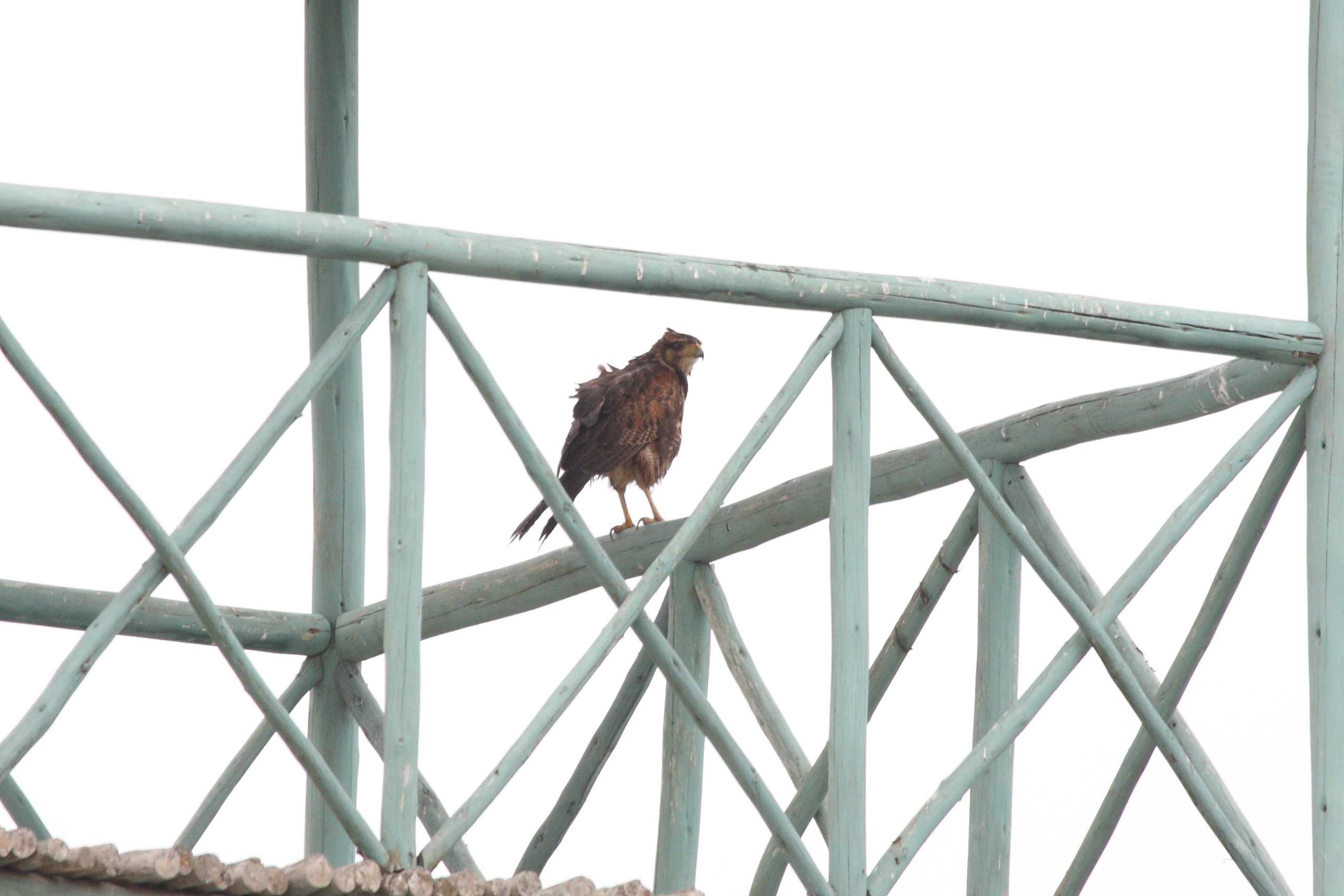
Ett exemplar av arten på en träställning i Lima, Peru.